# Jeremías Perales
Amos Jeremías Perales (Córdoba, 10 novembre 2000) è un calciatore argentino, attaccante del Gimnasia (J).

## Carriera
Cresciuto nel settore giovanile del Banfield, debutta in prima squadra il 12 febbraio 2022 in occasione dell'incontro della Copa de la Liga Profesional pareggiato per 0-0 contro il San Lorenzo.

## Statistiche

### Presenze e reti nei club
Statistiche aggiornate al 14 febbraio 2022.
| Stagione        | Squadra                 | Campionato      | Campionato | Campionato | Coppe nazionali | Coppe nazionali | Coppe nazionali | Coppe continentali | Coppe continentali | Coppe continentali | Altre coppe | Altre coppe | Altre coppe | Totale | Totale |
| Stagione        | Squadra                 | Comp            | Pres       | Reti       | Comp            | Pres            | Reti            | Comp               | Pres               | Reti               | Comp        | Pres        | Reti        | Pres   | Reti   |
| --------------- | ----------------------- | --------------- | ---------- | ---------- | --------------- | --------------- | --------------- | ------------------ | ------------------ | ------------------ | ----------- | ----------- | ----------- | ------ | ------ |
| 2022            | Banfield                | PD              | 7          | 0          | CA+CdL          | 3+11            | 0+1             | CS                 | 5                  | 0                  |             | -           | -           | 26     | 1      |
| 2023            | Independiente Rivadavia | PN              | 1          | 0          | CA              | 0               | 0               |                    | -                  | -                  |             | -           | -           | 1      | 0      |
| Totale carriera | Totale carriera         | Totale carriera | 8          | 0          |                 | 14              | 1               |                    | 5                  | 0                  |             | -           | -           | 27     | 1      |